# アーティストBOX
アーティストBOX（アーティストボックス）は、かしわプロダクションの配給により全国で放送していたラジオ音楽番組。毎回、1組の音楽アーティストを取り上げ、番組独特の視点で掘り下げていく。放送日・放送時間は各局により異なっている。
年末年始にはパーソナリティー、番組内容はそのままで不定期ネット局を中心にザ・ベスト・オブ○○○（○○○にはアーティスト名が入る）のタイトルで放送される。
2022年の秋改編で終了したが、後継番組として「ミュージック白書～Artist History～」が新たに始まった。

## パーソナリティー
- 神原智己（かんばら さとみ、元札幌テレビ放送アナウンサー）

過去
- 湯浅美和子
- おおしままさみ

## ネット局

### 2024年1月現在
| 放送対象地域 | 放送局名          | 放送時間                                          | 脚注  |
| ------------ | ----------------- | ------------------------------------------------- | ----- |
| 北海道       | STVラジオ（STV）  | 毎週土曜 22:30 - 23:00                            | [ 1 ] |
| 宮城県       | 東北放送（TBC）   | 第1・3・5土曜 19:00 - 19:55 第2土曜 19:40 - 19:55 | [ 2 ] |
| 鹿児島県     | 南日本放送（MBC） | 毎週日曜 26:15 - 26:45                            | [ 3 ] |
| 広島県       | 中国放送（RCC）   | 毎週土曜 14:00 - 15:00（2022年度野球シーズン中）  |       |

### 不定期
| 放送対象地域   | 放送局名        | 脚注 |
| -------------- | --------------- | --- |
| 広島県         | 中国放送（RCC） | 『中四国ライブネット』休止時の代替番組の一つとして18:00 - 19:00→19:00 - 20:00に放送。 19時台に放送するもう一つの代替番組は『ベストミュージックコレクション・ジャパン』のタイトルで放送。 土・日曜の『RCCカープデーゲーム中継』早終了時の時間調整で放送する場合あり。 |
| 島根県・鳥取県 | 山陰放送（BSS） | 『中四国ライブネット』休止時の代替番組の一つとして18:00 - 19:00→19:00 - 20:00に放送。 |
| 高知県         | 高知放送（RKC） | 『中四国ライブネット』休止時の代替番組の一つとして19:00 - 20:00に放送。 |
| 山形県         | 山形放送（YBC） | モンテディオ山形のホームゲーム中継の前か後に放送。 |
| 新潟県         | 新潟放送（BSN） | 毎週木曜 21:00 - 21:45にナイターオフ限定で、番組表上では「ミュージックフォレスト」のタイトルで放送。 なお2019年4月1日より自社制作番組『NGT48のガチ!ガチ?カウントダウン!』休止に伴い、 同年9月までつなぎ番組として毎週月曜 21:00 - 21:30にて放送していた。            |

### 過去
| 放送対象地域   | 放送局名                      | 放送時間                                         | 脚注        |
| -------------- | ----------------------------- | ------------------------------------------------ | ----------- |
| 徳島県         | 四国放送（JRT）               | 平日 5:20 - 5:30                                 |             |
| 岡山県         | RSK山陽放送                   | 月曜・水曜・金曜 6:30 - 6:40                     | [ 5 ]       |
| 山梨県         | 山梨放送（YBS)                | 平日 9:30 - 9:50                                 | [ 6 ] [ 7 ] |
| 香川県         | 西日本放送（RNC）             | 平日 18:20 - 18:30                               | [ 8 ]       |
| 山口県         | 山口放送（KRY）               | 平日 18:35 - 18:45                               | [ 9 ]       |
| 福井県         | 福井放送（FBC）               | 毎週月曜 18:35 - 19:00                           | [ 10 ]      |
| 近畿広域圏     | ラジオ大阪（OBC）             | 毎週火曜 23:30 - 24:00                           | [ 11 ]      |
| 秋田県         | 秋田放送（ABS）               | 毎週水曜 18:20 - 18:45                           | [ 12 ]      |
| 長崎県・佐賀県 | 長崎放送（NBC） NBCラジオ佐賀 | 毎週木曜 18:20 - 18:45                           | [ 13 ]      |
| 静岡県         | 静岡放送（SBS）               | 毎週土曜 15:00 - 16:00                           | [ 14 ]      |
| 熊本県         | 熊本放送（RKK)                | 毎週土曜 8:30 - 8:45                             | [ 15 ]      |
| 長野県         | 信越放送（SBC）               | 毎週土曜 17:35 - 17:45                           |             |
| 岐阜県         | ぎふチャン                    | 毎週土曜 23:45 - 24:00                           |             |
| 茨城県         | 茨城放送（IBS）               | 毎週日曜 12:00 - 13:00                           | [ 16 ]      |
| 愛媛県         | 南海放送（RNB）               | 毎週日曜 17:00 - 17:15                           | [ 17 ]      |
| 栃木県         | 栃木放送（CRT）               | 毎週日曜 22:00 - 23:00                           |             |
| 石川県         | 北陸放送（MRO）               | 第2・4・5日曜 8:30 - 8:45                        | [ 18 ]      |
| 広島県         | 中国放送（RCC）               | 毎週土曜 14:00 - 15:00（2021年度野球シーズン中） |             |
| 沖縄県         | 琉球放送（RBC）               | 放送時間不詳                                     | [ 19 ]      |
| 近畿広域圏     | 朝日放送ラジオ（ABC）         | 毎週日曜 3:40 - 4:30                             | [ 20 ]      |